# Ambergrain
Ambergrain ist eine deutsche Pop-Rock-Band christlicher Popmusik aus Mettmann.

## Geschichte
Die Band um Leadsänger René Görtz sowie Zwillingsbruder Pascal wurde im Jahr 2000 deutschlandweit durch zahlreiche Engagements innerhalb der christlichen Musikszene, unter anderem auf der Expo 2000 und diversen Jugendcamps, bekannt. Anfang 2001 erhielten die damals fünf Mitglieder – neben den Zwillingen Görtz Tobias Schier am Bass, Svenja Bauer am Cello und Philipp am Schlagzeug – ein Angebot für ihr Debütalbum. Produziert von Uli Kringler, erschien das selbstbetitelte Debütalbum Ambergrain ein Jahr später, 2002, bei Gerth Medien. Im folgenden Jahr erhielt die Band über 40 Konzertengagements, was schließlich aus familiären Gründen zum Ausscheiden von Schlagzeuger Philipp führte, dem zunächst übergangsweise Benni Hartmann und später Bernd Oppel folgten. Die Band begann, angeregt durch den A&R-Manager ihres Labels, Arne Kopfermann, gegen Ende des Jahres 2003 bevorzugt Worship-Songs zu schreiben. Mitte 2004 knüpfte die Band Kontakt zu Musikproduzent Marc Ebermann für ihr zweites Album. 2005 erschien das Nachfolgewerk unter dem Titel Places of Truth ebenfalls bei Gerth Medien.
Nachdem zunächst Cellistin Svenja und später Bassist Tobias Ambergrain im Laufe der Jahre verließen, besteht die Formation heute aus René und Pascal Görtz (beide Gesang und Gitarren) sowie Bernd Oppel (Schlagzeug und Perkussion).

## Diskografie

### Alben
- 2002: Ambergrain (Gerth Medien)
- 2005: Places of Truth (Gerth Medien)

### Kompilationen
- 2003: Revival Generation, Vol. 3 (Gerth Medien)
- 2005: Anbetung 2005 (Gerth Medien)